# Miasto metropolitalne Mesyna
Miasto metropolitalne Mesyna (wł. Città metropolitana di Messina) – miasto metropolitalne we Włoszech, z siedzibą zlokalizowaną w Mesynie.
Weszło w życie 4 sierpnia 2015 i zastąpiło prowincję Mesyna.
Liczba gmin: 108.